# Turquia nos Jogos Olímpicos de Verão da Juventude de 2010
A Turquia participou dos Jogos Olímpicos de Verão da Juventude de 2010 em Cingapura. Com uma delegação composta por 55 atletas que competiram em 15 esportes, o país conquistou uma medalha de ouro, três de prata e seis de bronze.

## Medalhistas
| Medalha | Nome | Esporte             | Evento                          | Data         |
| ------- | --- | ------------------- | ------------------------------- | ------------ |
| Ouro    | Resul Kalaycı | Luta                | Livre até 76 kg masculino       | 17 de agosto |
| Prata   | Musa Gedik | Luta                | Greco-romana até 69 kg msculino | 15 de agosto |
| Prata   | Ferhat Arıcan | Ginástica artística | Salto msculino                  | 22 de agosto |
| Prata   | Burak Akşın | Boxe                | Peso meio-pesado (até 81 kg)    | 25 de agosto |
| Bronze  | Şeyma Tuncer | Taekwondo           | Até 44 kg feminino              | 15 de agosto |
| Bronze  | Emre Büyükünlü | Halterofilismo      | Até 62 kg masculino             | 16 de agosto |
| Bronze  | Berkcan Süngü | Taekwondo           | Até 63 kg masculino             | 17 de agosto |
| Bronze  | Mehmet Ali Daylak | Luta                | Livre até 54 kg masculino       | 17 de agosto |
| Bronze  | Hulya Cin Nazmiye Aytop Fatma Gulen Fatma Barut Eda Karatas Dilan Akarsu Hilal Baskol Feride Serin Kubra Aydin Yasam Goksu Umran Ozev Busra Ozturk Kader Dogan Melisa Tosun Medine Erkan Eda Duran Busra Ay Ezra Ozturk | Futebol             | Torneio Feminino de Futebol     | 24 de agosto |
| Bronze  | Ümitcan Patır | Boxe                | Peso pesado (até 91 kg)         | 25 de agosto |

## Atletismo
| Evento                        | Atleta           | Qualificação | Qualificação | Final     | Final         |
| Evento                        | Atleta           | Resultado    | Posição      | Resultado | Posição       |
| ----------------------------- | ---------------- | ------------ | ------------ | --------- | ------------- |
| Lançamento de dardo masculino | Ali Kilisli      | 73,64        | 4º           | 72,30     | 5º (Final A)  |
| 1000 m feminino               | Esin Bahar Dölek | 2:59.03      | 13º (7º q1)  | 2:57.73   | 13º (Final A) |
| Arremesso de disco masculino  | Murat Gündüz     | 55,26        | 7º           | 55,09     | 8º (Final A)  |
| Salto triplo masculino        | Musa Tuzen       | 14,42        | 12º          | 14,30     | 4º (Final B)  |
| Salto em distância masculino  | Toros Pilikoglu  | 7,19         | 8º           | 7,29      | 6º (Final A)  |
| Salto com vara masculino      | Umit Sungur      | 4,60         | 11º          | Sem marca | -- (Final B)  |

## Badminton
| Evento            | Atleta      | Fase de grupos | Fase de grupos                                   | Fase de grupos                          | Fase de grupos                           | Fase de grupos | Quartas-de-final | Semifinais  | Final       | Pos. final |
| Evento            | Atleta      | Grupo          | 1ª rodada                                        | 2ª rodada                               | 3ª rodada                                | Pos.           | Quartas-de-final | Semifinais  | Final       | Pos. final |
| ----------------- | ----------- | -------------- | ------------------------------------------------ | --------------------------------------- | ---------------------------------------- | -------------- | ---------------- | ----------- | ----------- | ---------- |
| Simples feminino  | Ebru Tunalı | F              | NGR Fatima Azeez V 2-0 (21-9, 21-9)              | MEX Mariana Ugalde V 2-0 (21-11, 21-18) | MAS Sonia Cheah Su Ya D 0-2 (7-21, 9-21) | 2º             | Não avançou      | Não avançou | Não avançou | --         |
| Simples masculino | Emre Lale   | G              | VIE Huỳnh Thông Thạo Nguyễn V 2-0 (21-15, 23-21) | MAS Loh Wei Sheng D 0-2 (17-21, 9-21)   | SEY Kevin Ghislain V 2-0 (21-12, 21-16)  | 2º             | Não avançou      | Não avançou | Não avançou | --         |

## Basquetebol
| Evento                           | Elenco                                                 | Preliminares                                                                                          | Preliminares | Classificação 9-16                   | Classificação 9-12     | Disputa pelo 11º lugar | Pos. final |
| Evento                           | Elenco                                                 | Grupo C                                                                                               | Pos.         | Classificação 9-16                   | Classificação 9-12     | Disputa pelo 11º lugar | Pos. final |
| -------------------------------- | ------------------------------------------------------ | --- | ------------ | ------------------------------------ | ---------------------- | ---------------------- | ---------- |
| Torneio Masculino de Basquetebol | Burakcan Yıldızlı Kerem Hotiç Mertcan Özen Samet Geyik | USA Estados Unidos D 17-23 Cingapura V 28-24 CAF República Centro-Africana V 30-25 ISR Israel D 19-32 | 4º           | ISV Ilhas Virgens Americanas V 31-16 | PUR Porto Rico D 28-30 | IRI Irã D 25-31        | 12º        |

## Boxe
| Evento                       | Atleta         | Preliminares               | Semifinais                   | Final                                | Pos. final        |
| ---------------------------- | -------------- | -------------------------- | ---------------------------- | ------------------------------------ | ----------------- |
| Peso meio-pesado (até 81 kg) | Burak Akşın    | Sem oponente               | ECU Ytalo Perea V 7-0        | CUB Irosvani Duverger D 4-12         | Medalha de prata  |
| Peso pesado (até 91 kg)      | Ümit Can Patır | RUS Alexander Ivanov V 4-1 | CUB Lenier Eunice Pero D 0-6 | TJK Siyovush Zukhurov V RSC R1 2:24* | Medalha de bronze |

* Disputa pelo bronze

## Esgrima
| Evento                       | Atleta                | Qualificação | Qualificação | Oitavas-de-final   | Quartas-de-final                       | Semifinais                | Disputa pelo bronze       | Pos. final |
| Evento                       | Atleta                | Oponente Resultado | Pos.         | Oponente Resultado | Oponente Resultado                     | Oponente Resultado        | Oponente Resultado        | Pos. final |
| ---------------------------- | --------------------- | --- | ------------ | ------------------ | -------------------------------------- | ------------------------- | ------------------------- | ---------- |
| Florete individual masculino | Tevfik Burak Babaoglu | USA Alexander Massialas D 0-5 HKG Nicholas Edward Choi V 5-4 CZE Alexander Choupenitch V 5-3 DEN Alexandros Boeskov-Tsoronis V 5-1 CUB Redys Prades Rosabal V 5-3 SIN Xian Shi Justin Ong V 5-1 | 3º           | Sem oponente       | DEN Alexandros Boeskov-Tsoronis V 15-9 | ITA Edoardo Luperi D 8-15 | KOR Lee Kwang-Hyun D 6-15 | 4º         |

| Evento         | Atleta                                                     | Oitavas-de-final   | Quartas-de-final              | Semifinais                    | Final                   | Pos. final       |
| Evento         | Atleta                                                     | Oponente Resultado | Oponente Resultado            | Oponente Resultado            | Oponente Resultado      | Pos. final       |
| -------------- | ---------------------------------------------------------- | ------------------ | ----------------------------- | ----------------------------- | ----------------------- | ---------------- |
| Equipes mistas | Tevfik Burak Babaoglu (como integrante da equipe Europa 2) | Sem oponente       | Equipe Ásia-Oceania 2 V 30-21 | Equipe Ásia-Oceania 1 V 30-27 | Equipe Europa 1 D 24-30 | Medalha de prata |

## Futebol

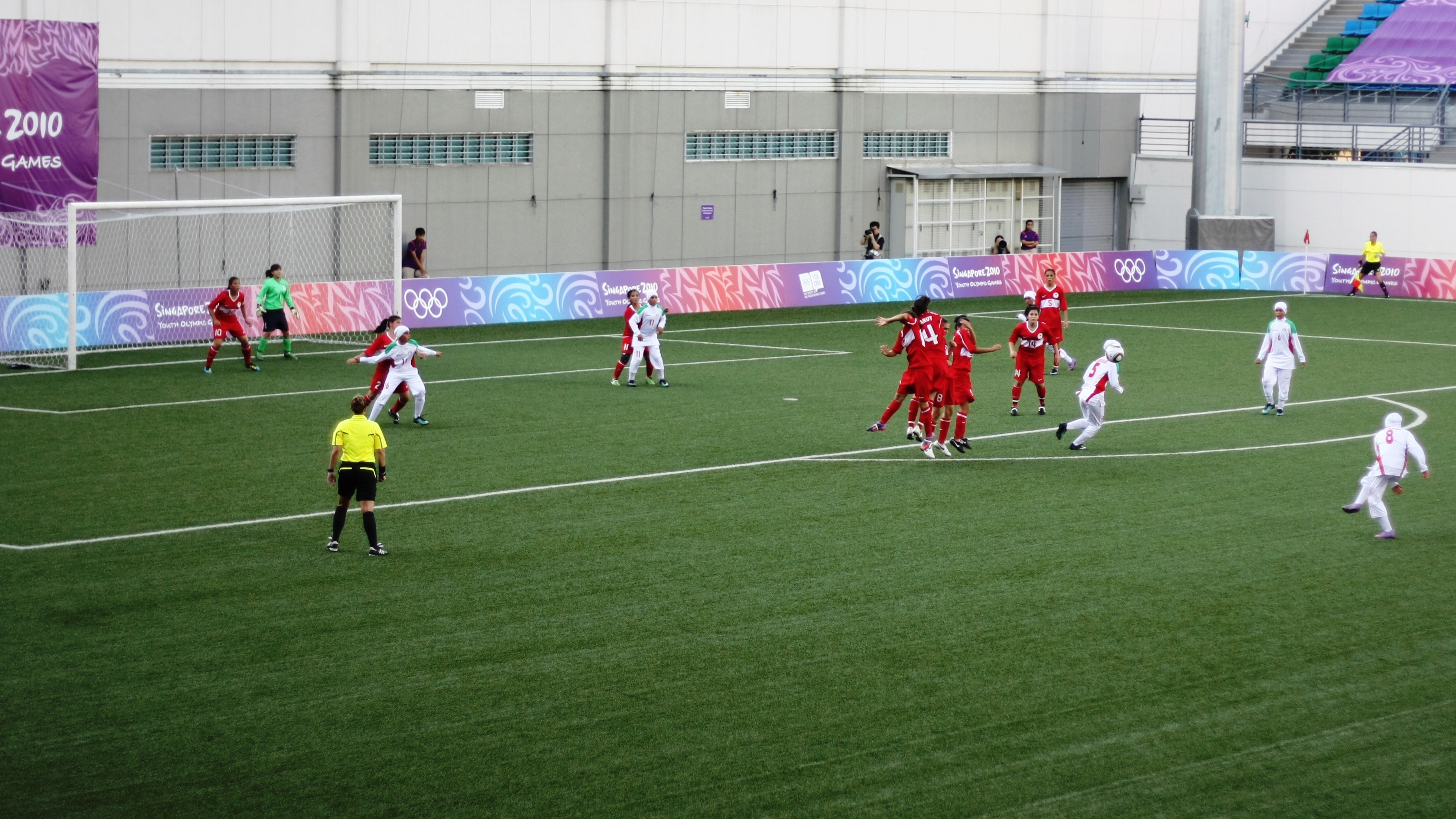
Turquia e Irã se enfrentam na disputa pelo bronze do Torneio Feminino de Futebol

| Evento                      | Elenco | Preliminares                             | Preliminares | Semifinais      | Disputa pelo Bronze | Pos. final        |
| Evento                      | Elenco | Grupo A                                  | Pos.         | Semifinais      | Disputa pelo Bronze | Pos. final        |
| --------------------------- | --- | ---------------------------------------- | ------------ | --------------- | ------------------- | ----------------- |
| Torneio Feminino de Futebol | Hulya Cin, Nazmiye Aytop, Fatma Gulen, Fatma Barut, Eda Karatas, Dilan Akarsu, Hilal Baskol, Feride Serin, Kubra Aydin, Yasam Goksu, Umran Ozev, Busra Ozturk, Kader Dogan, Melisa Tosun, Medine Erkan, Eda Duran, Busra Ay, Ezra Ozturk | IRI Irã V 4-2 PNG Papua-Nova Guiné V 4-0 | 1º           | CHI Chile D 2-3 | IRI Irã V 3-0       | Medalha de bronze |

## Ginástica artística
| Atleta        | Evento                       | Qualificação | Qualificação | Final por aparelhos | Final por aparelhos | Final individual geral | Final individual geral | Final individual geral | Final individual geral | Final individual geral | Final individual geral | Final individual geral | Final individual geral | Final individual geral | Final individual geral |
| Atleta        | Evento                       | Result.      | Pos.         | Result.             | Pos.                | Barras assimétricas    | Trave                  | Solo                   | Salto                  | Cavalo com alças       | Argolas                | Barras paralelas       | Barra fixa             | Total                  | Pos.                   |
| ------------- | ---------------------------- | ------------ | ------------ | ------------------- | ------------------- | ---------------------- | ---------------------- | ---------------------- | ---------------------- | ---------------------- | ---------------------- | ---------------------- | ---------------------- | ---------------------- | ---------------------- |
| Demet Mutlu   | Salto feminino               | 13.400       | 17º          | Não avançou         | Não avançou         |                        |                        |                        |                        |                        |                        |                        |                        |                        |                        |
| Demet Mutlu   | Barras assimétricas feminino | 12.000       | 22º          | Não avançou         | Não avançou         |                        |                        |                        |                        |                        |                        |                        |                        |                        |                        |
| Demet Mutlu   | Trave feminino               | 12.450       | 25º          | Não avançou         | Não avançou         |                        |                        |                        |                        |                        |                        |                        |                        |                        |                        |
| Demet Mutlu   | Solo feminino                | 12.100       | 24º          | Não avançou         | Não avançou         |                        |                        |                        |                        |                        |                        |                        |                        |                        |                        |
| Demet Mutlu   | Individual geral feminino    | 49.950       | 22º          |                     |                     | Não avançou            | Não avançou            | Não avançou            | Não avançou            |                        |                        |                        |                        | Não avançou            | Não avançou            |
| Ferhat Arıcan | Solo masculino               | 12.650       | 33º          | Não avançou         | Não avançou         |                        |                        |                        |                        |                        |                        |                        |                        |                        |                        |
| Ferhat Arıcan | Cavalo com alças masculino   | 13.400       | 15º          | Não avançou         | Não avançou         |                        |                        |                        |                        |                        |                        |                        |                        |                        |                        |
| Ferhat Arıcan | Argolas masculino            | 13.550       | 19º          | Não avançou         | Não avançou         |                        |                        |                        |                        |                        |                        |                        |                        |                        |                        |
| Ferhat Arıcan | Salto masculino              | 15.400       | 14º          | 15.650              | Medalha de prata    |                        |                        |                        |                        |                        |                        |                        |                        |                        |                        |
| Ferhat Arıcan | Barras paralelas masculino   | 11.950       | 35º          | Não avançou         | Não avançou         |                        |                        |                        |                        |                        |                        |                        |                        |                        |                        |
| Ferhat Arıcan | Barra fixa masculino         | 13.050       | 24º          | Não avançou         | Não avançou         |                        |                        |                        |                        |                        |                        |                        |                        |                        |                        |
| Ferhat Arıcan | Individual geral masculino   | 80.000       | 26º          |                     |                     |                        |                        | Não avançou            | Não avançou            | Não avançou            | Não avançou            | Não avançou            | Não avançou            | Não avançou            | Não avançou            |

## Halterofilismo
| Evento                  | Atleta          | Peso corporal (kg) | Arranque (kg) | Arranque (kg) | Arranque (kg) | Arranque (kg) | Arremesso (kg) | Arremesso (kg) | Arremesso (kg) | Arremesso (kg) | Total (kg) | Pos. final        |
| Evento                  | Atleta          | Peso corporal (kg) | 1             | 2             | 3             | Res.          | 1              | 2              | 3              | Res.           | Total (kg) | Pos. final        |
| ----------------------- | --------------- | ------------------ | ------------- | ------------- | ------------- | ------------- | -------------- | -------------- | -------------- | -------------- | ---------- | ----------------- |
| Até 53 kg feminino      | Damla Aydın     | 52,25              | 67            | 70            | 72            | 67            | 80             | 80             | 85             | 80             | 147        | 6º                |
| Até 62 kg masculino     | Emre Büyükünlü  | 61,75              | 108           | 111           | 113           | 111           | 130            | 134            | 135            | 135            | 246        | Medalha de bronze |
| Mais de 85 kg masculino | Melih Akın      | 94,46              | 132           | 132           | 135           | 132           | 167            | 172            | 177            | 177            | 309        | 4º                |
| Até 63 kg feminino      | Neslihan Okumuş | 62,31              | 85            | 87            | 89            | 87            | 106            | 109            | 109            | 106            | 193        | 4º                |

## Judô
| Evento              | Atleta          | 1ª rodada                  | 2ª rodada                         | 2ª rodada repescagem              | Final repescagem B         | Disputa pelo bronze B        | Pos. final |
| ------------------- | --------------- | -------------------------- | --------------------------------- | --------------------------------- | -------------------------- | ---------------------------- | ---------- |
| Até 81 kg masculino | Batuhan Efemgil | MNE Rijad Dedeić V 102-011 | GRE Alexios Ntanatsidis D 010-011 | MDA Ghenadie Pretivatii V 010-001 | MNE Rijad Dedeić V 020-000 | HUN Krisztián Tóth D 001-100 | 5º         |

| Evento             | Atleta          | 1ª rodada    | 2ª rodada                   | 3ª rodada                   | Semifinais repescagem     | Final repescagem B        | Disputa pelo bronze B | Pos. final |
| ------------------ | --------------- | ------------ | --------------------------- | --------------------------- | ------------------------- | ------------------------- | --------------------- | ---------- |
| Até 63 kg feminino | Dilara Incedayi | Sem oponente | ALB Julanda Bacaj V 101-000 | CRO Barbara Matić D 000-010 | EST Natalia Rak V 100-000 | ISR Rothem Shor D 000-101 | Não avançou           | --         |

| Evento         | Atleta                                                | 1ª rodada              | 2ª rodada                  | Semifinais                | Final       | Pos. final        |
| -------------- | ----------------------------------------------------- | ---------------------- | -------------------------- | ------------------------- | ----------- | ----------------- |
| Equipes mistas | Batuhan Efemgil (como integrante da equipe Tóquio)    | ZZX Equipe Paris V 5-3 | ZZX Equipe Nova York V 4-4 | ZZX Equipe Belgrado D 3-5 | Não avançou | Medalha de bronze |
| Equipes mistas | Dilara Incedayi (como integrante da equipe Nova York) | Sem oponente           | ZZX Equipe Tóquio D 4-4    | Não avançou               | Não avançou | 5º                |

## Lutas
| Evento                           | Atleta            | Preliminares               | Preliminares               | Preliminares                 | Preliminares            | Preliminares             | Preliminares | Final                         | Pos. final        |
| Evento                           | Atleta            | 1ª rodada                  | 2ª rodada                  | 3ª rodada                    | 4ª rodada               | 5ª rodada                | Pos.         | Oponente Resultado            | Pos. final        |
| Evento                           | Atleta            | Oponente Resultado         | Oponente Resultado         | Oponente Resultado           | Oponente Resultado      | Oponente Resultado       | Pos.         | Oponente Resultado            | Pos. final        |
| -------------------------------- | ----------------- | -------------------------- | -------------------------- | ---------------------------- | ----------------------- | ------------------------ | ------------ | ----------------------------- | ----------------- |
| Livre até 54 kg masculino        | Mehmet Ali Daylak | DOM Jeffry Serrata V 3-1   | Folga                      | TUN Maher Ghanmi V 3-0       | CGO Prince Mbambi V 4-0 | JPN Yuki Takahashi D 0-3 | 2º           | COL Yerzon Hernández V 3-1*   | Medalha de bronze |
| Greco-romana até 69 kg masculino | Musa Gedik        | SYR Ahmad Darwish V 3-1    | IRI Yousef Ghaderian V 4-0 | ALG Abdelkrim Ouakali V 3-1  |                         |                          | 1º           | KAZ Zhanibek Kandybayev D 1-3 | Medalha de prata  |
| Livre até 76 kg masculino        | Resul Kalaycı     | UZB Dierbek Ergashev V 3-1 | CAN Dalton Webb V 3-1      | BLR Aliaksandr Hushtyn V 4-1 |                         |                          | 1º           | USA Jordan Rogers V 4-0       | Medalha de ouro   |

* Disputa pelo bronze

## Natação
| Evento                 | Atleta        | Qualificação | Qualificação | Semifinais  | Semifinais  | Final       | Final       |
| Evento                 | Atleta        | Resultado    | Posição      | Resultado   | Posição     | Resultado   | Posição     |
| ---------------------- | ------------- | ------------ | ------------ | ----------- | ----------- | ----------- | ----------- |
| 100 m livre masculino  | Bertuğ Coşkun | 52.48        | 25º (1º q3)  | Não avançou | Não avançou | Não avançou | Não avançou |
| 200 m livre masculino  | Bertuğ Coşkun | 1:53.08      | 14º (2º q3)  |             |             | Não avançou | Não avançou |
| 400 m livrre masculino | Bertuğ Coşkun | 4:05.76      | 18º (8º q3)  |             |             | Não avançou | Não avançou |
| 100 m livre feminino   | Gizem Bozkurt | 59.05        | 26º (2º q3)  | Não avançou | Não avançou | Não avançou | Não avançou |
| 200 m livre feminino   | Gizem Bozkurt | 2:04.55      | 11º (5º q6)  |             |             | Não avançou | Não avançou |
| 200 m medley feminino  | Gizem Bozkurt | 2:21.40      | 8º (3º q3)   |             |             | 2:20.00     | 8º          |

## Remo
| Evento                 | Atleta                       | Elim.   | Elim.       | Repescagem | Repescagem  | Semifinais | Semifinais   | Final   | Final        |
| Evento                 | Atleta                       | Tempo   | Pos.        | Tempo      | Pos.        | Tempo      | Pos.         | Tempo   | Pos.         |
| ---------------------- | ---------------------------- | ------- | ----------- | ---------- | ----------- | ---------- | ------------ | ------- | ------------ |
| Skiff simples feminino | Alara Dirik                  | 3:59.14 | 3º (bat. 1) | 4:03.78    | 1º (rep. 3) | 4:03.41    | 5º (sf A/B2) | 4:03.03 | 5º (Final B) |
| Dois sem masculino     | Onat Kazakli Ogeday Girisken | 3:14.17 | 4º (bat. 1) | 3:25.12    | 1º          | 3:18.19    | 3º (sf A/B1) | 3:16.64 | 6º (Final A) |

## Taekwondo
| Evento              | Atleta        | 1ª rodada                    | Quartas-de-final          | Semifinais                  | Final       | Pos. final        |
| ------------------- | ------------- | ---------------------------- | ------------------------- | --------------------------- | ----------- | ----------------- |
| Até 63 kg masculino | Berkcan Süngü | Sem oponente                 | POL Marcin Anikiej V 10-7 | POR Mário Silva D 3-5       | Não avançou | Medalha de bronze |
| Até 44 kg feminino  | Şeyma Tuncer  | IRI Maryam Shirjahani V 11-0 | FRA Hajer Mustapha V 4-2  | RUS Anastasia Valueva D 4-8 | Não avançou | Medalha de bronze |

## Tiro com arco
| Evento               | Atleta                                   | Qualificatória | Qualificatória | 1ª rodada                                     | Oitavas-de-final                                             | Quartas-de-final                         | Semi-finais                                  | Final                                              | Pos. final        |
| Evento               | Atleta                                   | Resultado      | Pos.           | Oponente Resultado                            | Oponente Resultado                                           | Oponente Resultado                       | Oponente Resultado                           | Oponente Resultado                                 | Pos. final        |
| -------------------- | ---------------------------------------- | -------------- | -------------- | --------------------------------------------- | ------------------------------------------------------------ | ---------------------------------------- | -------------------------------------------- | -------------------------------------------------- | ----------------- |
| Individual feminino  | Begünhan Ünsal                           | 588            | 18º            | SIN Tze Rong Vanessa Loh V 6-5                | TPE Tan Ya-Ting D 2-6                                        | Não avançou                              | Não avançou                                  | Não avançou                                        | --                |
| Individual masculino | Yagiz Yilmaz                             | 631            | 11º            | ITA Lorenzo Pianesi V 6-5                     | SLO Gregor Rajh D 3-7                                        | Não avançou                              | Não avançou                                  | Não avançou                                        | --                |
| Equipes mistas       | Begünhan Ünsal e SIN Abdud Dayyan Jaffar |                |                | RUS Tatiana Segina/ POL Maciej Jaworski V 6-4 | DEN Nynne Sophie Holdt-Caspersen/ FRA Julien Rossignol V 6-2 | SLO Brina Bozić/ AUS Benjamin Nott V 6-2 | ITA Gloria Filippi/ BLR Anton Karoukin D 2-6 | ESP Miriam Alarcón/ BAN Emdadul Haque Milon V 6-5* | Medalha de bronze |
| Equipes mistas       | Yagiz Yilmaz e POL Aleksandra Wojnicka   |                |                | IND Seema Verma/ HUN Sebastian Linster V 6-2  | ESP Miriam Alarcón/ BAN Emdadul Haque Milon D 3-7            | Não avançaram                            | Não avançaram                                | Não avançaram                                      | --                |

* Disputa pelo bronze

## Vela
| Evento             | Atleta       | Regata | Regata | Regata | Regata | Regata | Regata | Regata | Regata | Regata | Regata | Regata | Regata | Total | Posição |
| Evento             | Atleta       | 1      | 2      | 3      | 4      | 5      | 6      | 7      | 8      | 9      | 10     | 11     | M      | Total | Posição |
| ------------------ | ------------ | ------ | ------ | ------ | ------ | ------ | ------ | ------ | ------ | ------ | ------ | ------ | ------ | ----- | ------- |
| Byte CII masculino | Alp Rodopman | 15     | 19     | 9      | 25     | 22     | 15     | 25     | 13     | 23     | 28     | 25     | 21     | 187   | 23º     |
| Byte CII feminino  | Pinar Kaynar | 8      | 13     | 14     | 5      | 12     | 13     | 22     | 14     | 14     | 14     | 14     | 15     | 122   | 16º     |

Notas:
- M – Regata da Medalha
- OCS – On the Course Side of the starting line
- DSQ – Disqualified (Desclassificado)
- DNF – Did Not Finish (Não completou)
- DNS – Did Not Start (Não largou)
- BFD – Black Flag Disqualification (Desclassificado por bandeira preta)
- RAF – Retired after Finishing (Retirou-se após completar a prova)